# St. Laurentius (Oppershofen)

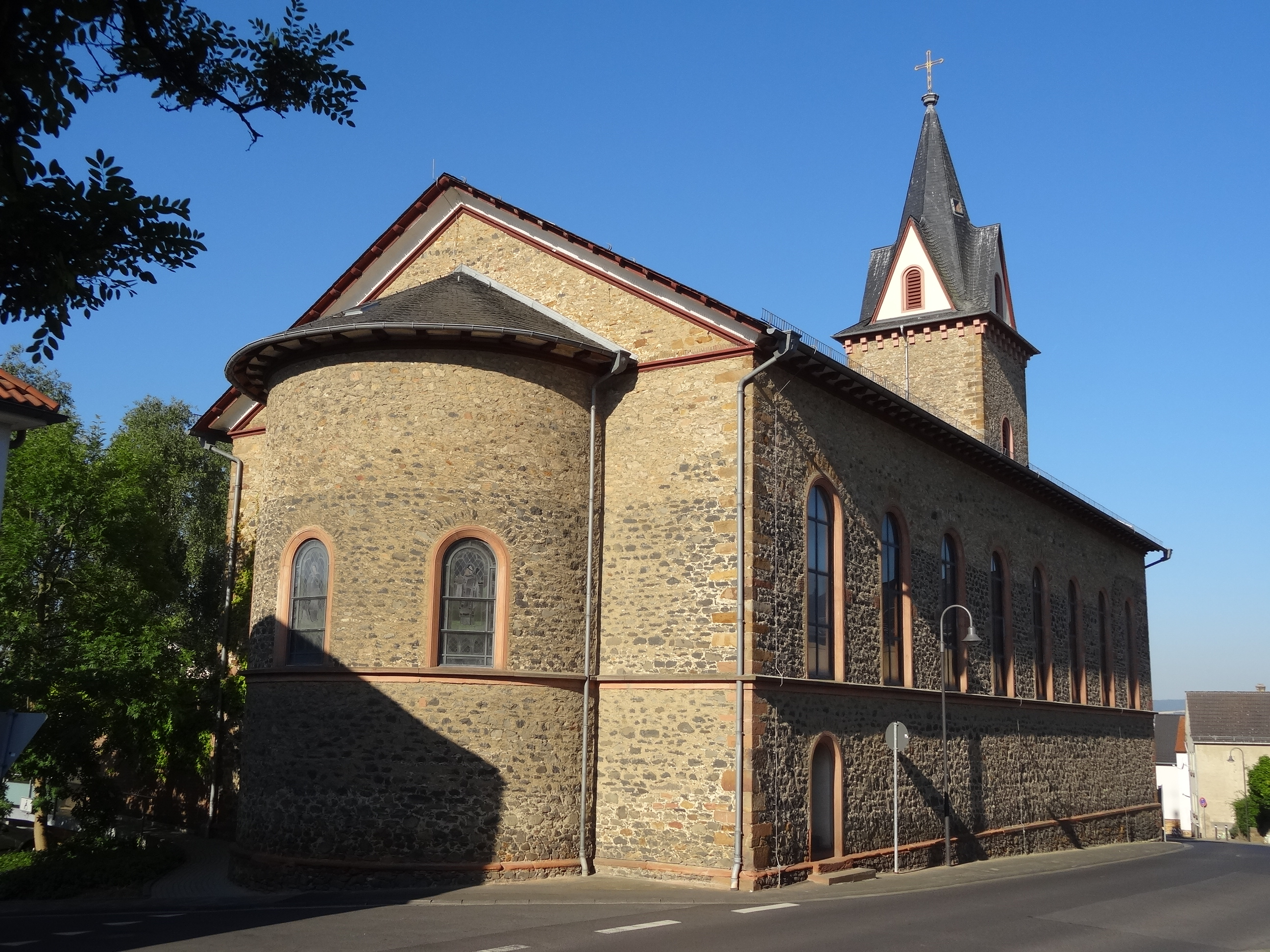
St. Laurentius (Oppershofen)

Eine römisch-katholische, denkmalgeschützte Pfarrkirche St. Laurentius steht in Oppershofen, einem Ortsteil von Rockenberg im Wetteraukreis in Hessen. Die Kirchengemeinde gehört zur Pfarrgruppe Rockenberg im Dekanat Wetterau-West des Bistums Mainz.

## Beschreibung
Die klassizistische Hallenkirche mit einem in das Langhaus eingestellten Kirchturm im Westen und einer halbrunden Apsis im Osten wurde 1827–29 nach einem Entwurf von Johann Philipp Hofmann gebaut. 
Der flachgedeckte Innenraum ist durch Arkaden auf dorischen Säulen in drei Kirchenschiffe getrennt. 1883/84 wurde der Innenraum renoviert. Aus dieser Zeit stammen die Deckenmalerei mit der Darstellung des Jüngsten Gerichts im Gewölbe der Apsis, der Hochaltar, die beiden Seitenaltäre sowie die Kanzel. In den drei Bogenfenstern der Apsis sind der heilige Bardo, die heilige Maria und der heilige Laurentius dargestellt. Die beiden barocken Beichtstühle mit Maria Magdalena und Petrus als Skulpturen von wurden vom Kloster Arnsburg übernommen. Zwei barocke Gemälde, die den Erzengel Michael und den heiligen Joseph darstellen, wurden 1713 geschaffen. 
Die von Johann Hartmann Bernhard 1829 gebaute Orgel mit 23 Registern, zwei Manualen und einem Pedal wurde 1912 durch eine Orgel von Michael Körfer mit 16 Registern, zwei Manualen und einem Pedal ersetzt.